# Zenon (císař)
Zenon (lat. Zeno) byl východořímský císař od 9. února 474 do 9. dubna 491 (s dvacetiměsíčním přerušením v letech 475–476). Pro jeho vládu byla příznačná lidová povstání a boje mezi církevními frakcemi, avšak v zahraniční politice byl celkem úspěšný. V době jeho vlády sice nastal konec západořímského císařství, nicméně východořímskou říši se mu podařilo stabilizovat.

## Před nástupem na trůn
Zenon, jehož původní jméno znělo Tarasicodissa, byl příslušníkem kmene Isaurů, který žil v horách jihozápadní Anatolie. Přestože Isaurové již přes dvě stě let vlastnili římské občanské právo a byli příslušníky říše, Římané je ještě v 5. století stále považovali za barbary.
Císař Leon I. se obrátil na Tarasicodissu a Isaury někdy v šedesátých letech 5. století, když hledal alternativu ke svým germánským a alanským žoldnéřům, kteří se jevili stále více nespolehlivými. V roce 466 Tarasicodissa odhalil zradu Ardabura, syna tehdejšího velitele vojska, Alana Flavia Aspara. O dva roky později byl už Tarasicodissa považován za nejschopnějšího Leonova generála. Proslavil se tažením v Thrákii, kdy těsně unikl pokusu o vraždu, zatímco jeho sok Basiliskos málem ztratil celou říšskou flotilu v bojích s Vandaly v severní Africe. Leon pochopil, že získal zdatného vojevůdce. Nechal odstranit Aspara, a když se Tarasicodissa vrátil do hlavního města, byla mu udělena vysoká vojenská hodnost. Navíc si směl vzít Leonovu dceru Ariadne. Toto všechno Leon vykonal, aby zajistil vztahy s Isaury. Vzájemné vazby byly ještě posíleny narozením syna, který jako Leon II. nastoupil na trůn v roce 474 po svém dědovi. Aby získal podporu římských elit a převážně řeckého obyvatelstva říše, přijal Tarasicodissa řecké jméno Zenon.
Zenon vedl římské vojsko od úspěchu k úspěchu: vyhnal Vandaly z Epeiru a vypudil Huny a Gepidy z území jižně od Dunaje.
Při korunovaci Leona II. byli Zenon se svou ženou Ariadne císařovnou vdovou Verinou určeni za spoluregenty, poněvadž jejich syn byl ještě příliš malý. Když Leon II. 17. listopadu 474 zemřel, převzal Zenon jako jediný vládu v říši.

## Císařem
Zenon však nebyl kvůli svému isaurskému původu lidem ani šlechtou vůbec přijat. Jeho tchyně Verina zosnovala spiknutí, aby přivedla na trůn svého bratra Basiliska, což se jí nakonec podařilo v lednu 475. Zenon a rovněž jeho nepopulární isaurští vojáci museli opustit Konstantinopol a uprchli do syrské Antiochie. Byli nuceni zde setrvat následujících dvacet měsíců. Tuto dobu Zenon využil k přestavbě armády. Basiliskova neschopnost mu umožnila obsadit v srpnu 476 Konstantinopol bez odporu, poté co k němu přešla armáda velitele Illa.
Krátce po opětovném ovládnutí říše byl Zenon nucen učinit závažné rozhodnutí. Odoaker sesadil posledního císaře západu a žádal východořímský dvůr o uznání za legitimního vládce, aby mohl na západě vládnout sám. Zenon s tímto návrhem souhlasil a stal se alespoň na papíře prvním císařem celé římské říše od roku 395. Ve skutečnosti to však znamenalo, že západní území odepsal, neboť Odoaker se po několika letech přestal cítit vázán touto dohodou a Zenon nadále jevil o západní záležitosti pramalý zájem. Paradoxně právě to bylo jednou z příčin, proč říše získala vnitřní sílu, tak potřebnou k pozdějšímu pokusu o znovuzískání ztracených západních území.
Zatím Vandalové ze severní Afriky činili Středozemní moře nebezpečným místem svým pirátstvím a drancováním měst. Zenon vyslal již v roce 474 do Kartága delegaci, aby uznal Geisericha za nezávislého vládce, a dodal tak jeho vládě v Africe legitimitu. Již velice starý král tento návrh přijal a mír mezi oběma státy pak vydržel přes půl století.
Od roku 472 však vzrůstalo nebezpečí ze strany Ostrogótů. Vzájemně soupeřící náčelníci Theodorich Amal a Theodorich Strabón nutili Zenona, aby jim propůjčil vysokou hodnost, čímž by je odvrátil od útoku na Konstantinopol. Theodorich Strabón se podílel na spiknutí Veriny, která usilovala usmrtit generála Illa. Tato vzpoura byla potlačena v roce 478. V roce 484 pak zdolali Zenon a Illos ještě jedno velké povstání.
Po smrti Strabóna v roce 481 se stal Theodorich z rodu Amalů, syn Theodomira, jediným náčelníkem Ostrogótů, a představoval tak vzrůstající hrozbu na Balkáně. Zenon se zbavil této hrozby tak, že udělil Theodorichovi vznešenou hodnost velitele vojska v Itálii a poslal ho v roce 488 osvobodit tuto zem od Odoakera. Theodorich Itálii po několika letech dobyl a vytvořil zde vlastní říši, která byla formálně podřízená Konstantinopoli. Přes veškerý nezájem o západ se také Zenon snažil zachovat ideu jednotné římské říše, i když její polovina se momentálně nacházela pod kontrolou Germánů.

## Smrt a nástupnictví
Zenon zemřel 9. dubna 491, a přežil tak oba své syny. Jeho žena Ariadne si vzala za muže předního dvořana, senátora Anastasia, který se pak stal císařem. Zenon je sice všeobecně popisován jako nedbalý vládce, avšak byl to on, kdo stabilizoval říši. Jeho vláda byla doceněna až po jeho smrti.
V církevních dějinách je Zenon významný kvůli Henotikonu, který dočasně uvolnil napětí mezi monofyzity a oficiální církvi, ale vyvolal akakiánské schizma.